# Martha (opéra)
Versions successives
Personnages
- Lady Harriet Durham, demoiselle d'honneur de la reine Anne (Martha), soprano
- Nancy, sa servante (Julia), mezzo-soprano
- Plunkett, un jeune fermier, basse
- Lyonel, son frère de lait, ténor
- Sir Tristan Mickleford, le cousin de Lady Harriet, basse
- Sheriff, basse

Airs
- « Ach! so fromm, ach! so traut» (Lyonel)
- « Blickt sein Aug »
- « Lasst mich euch fragen » (Plunkett)
- « Letzte Rose » (Martha, puis Lyonel)
- « Mag der Himmel Euch vergeben » (Prière de Lyonel)
- « Schlafe wohl! Und mag Dich reuen » (Quatuor)
- « Was soll ich dazu sagen ? »(Quatuor)

Martha, oder Der Markt zu Richmond (Martha, ou Le Marché à Richmond) est un opéra comique romantique en quatre actes de Friedrich von Flotow, sur un livret allemand de Friedrich Wilhelm Riese, basé sur une histoire de Jules-Henri Vernoy de Saint-Georges.
Flotow avait composé le premier acte d'un ballet, Harriette, ou la servante de Greenwiche, sur un texte de Saint-Georges, pour la ballerine Adèle Dumilâtre. Les deux autres actes sont l’œuvre de Friedrich Burgmüller et Édouard Deldevez. Il fut d'abord exécuté à l'Opéra Le Peletier à Paris le 21 février 1844. L'opéra Martha est une adaptation de ce ballet.

## Appréciation critique
Selon Gustav Kobbé, Martha, bien qu'écrit par un natif de Mecklembourg et créé à Vienne, est un opéra français dans le caractère et l'élégance. Flotow avait reçu une formation musicale en France. De même, l'histoire originelle et le livret se situent dans la tradition de Daniel Auber. Flotow avait étudié la composition à Paris avec Anton Reicha, de 1827 à 1830. Il quitta Paris lors de la Révolution de Juillet mais a séjourné à Paris par deux fois, de 1835 à 1848, puis de 1863 à 1868.

## Historique des représentations
La première de Martha a eu lieu au Kärntnertortheater à Vienne le 25 novembre 1847. D'autres productions ont suivi à Weimar (16 février 1848), Dresde (1er mars 1848), Leipzig (1er mars 1848) et Berlin (7 mars 1848). On monte l’œuvre à Budapest, en Hongrie (11 juillet 1848) et à Prague, en allemand, (24 mars 1849) et en tchèque (17 février 1850). À Londres, on peut voir diverses versions, en allemand au Théâtre de Drury Lane (4 juin 1849), en italien à Covent Garden (1er juillet 1858) et en anglais, également à Drury Lane (11 octobre 1858).
Aux États-Unis, Martha est joué en anglais au Niblo's Garden à New York le 1er novembre 1852 avec la soprano Anna Bishop, et à la Nouvelle-Orléans le 27 janvier 1860, en français. La première australienne a lieu à Melbourne le 24 juin 1856.
En France, on joue l'opéra en italien au Théâtre italien de Paris dans la salle Ventadour le 11 février 1858 et en français dans plusieurs théâtres de province à compter de décembre 1858 et au Théâtre-Lyrique à Paris le 18 décembre 1865.
La popularité de Martha a reçu un nouvel élan en 1906 quand il a été mis en scène au Metropolitan Opera de New York, dans une production en italien qui comptait dans ses rangs le grand ténor Enrico Caruso. Caruso jouera le rôle de Lyonel de nombreuses fois durant les saisons suivantes. Il a enregistré des extraits de la version italienne de l'opéra.
Des productions récentes ont été montées au Royaume-Uni, notamment à l'Opera South (Surrey) en 1986 et 2009 et au Bel Canto Opéra en 2002. Le Michigan Opera Theatre l'a présenté en 1985.

## Contenu musical
L'ouverture est l'une des œuvres les plus populaires de von Flotow. Elle commence par une lente introduction en la mineur, suivie rapidement d'un thème en la majeur (la prière de Lyonel dans l'Acte II, « Mag der Himmel Euch vergeben »). On revient en la mineur avec un motif agité qui représente lady Harriet et Nancy vaquant à leurs occupations, menant au thème en do majeur du chœur des paysannes de l'acte I. Revient ensuite le thème agité, mais en la majeur. Il conduit sans modulation au motif de la prière de Lyonel, sur lequel l'ouverture se termine. Les variations d'ombre et de lumière et l'ombre sont des réminiscences de Schubert ou de Weber (par exemple dans l'ouverture du Freischütz) mais sans modulation dans des tonalités éloignées.
Bien que l'ouverture se termine sur un climat assez sombre, l'opéra se terminera de façon heureuse. La légèreté de l'héroïne et de la sincérité de Lyonel en sont ses thèmes. La musique dramatique, entre Lyonel et Harriet, à l'acte IV, est lourde, tandis que la participation des scènes comiques est aussi (mais différemment) efficace. Dans son propre langage, comme Mozart dans Don Giovanni ou Verdi dans Un ballo in maschera, von Flotow compose une musique chaleureuse dans un contexte tragique et dramatique.
La mélodie traditionnelle irlandaise de Thomas Moore The Last Rose of Summer, à l'acte II, est une citation réussie. La mélodie apparaît alors comme un leitmotiv pour représenter le désir de Lyonel. L'opéra comporte beaucoup de mélodies originales. La plus célèbre, la romance de Lyonel à l'acte III, « Ach, so fromm », n'avait pas été écrite à l'origine pour cet opéra, mais pour L'âme en Peine (produit par l'Opéra de Paris en 1846).

## Distribution
| Rôles                                                               | Tessitures    | Créateurs, 25 novembre 1847 |
| ------------------------------------------------------------------- | ------------- | --------------------------- |
| Lady Harriet Durham, Demoiselle d'honneur de la reine Anne (Martha) | soprano       | Anna Zerr                   |
| Nancy, Sa servante (Julia)                                          | mezzo-soprano | Therese Schwarz             |
| Plunkett, Un jeune fermier                                          | basse         | Karl Formes                 |
| Lyonel, Son frère de lait                                           | ténor         | Joseph Erl                  |
| Sir Tristan Mickleford, Le cousin de Lady Harriet                   | basse         | Carl Just                   |
| Sheriff                                                             | basse         | Alois Ander                 |
| La reine Anne                                                       | Rôle muet     |                             |
| Chœur : courtisans, pages, dames, chasseurs, fermiers               |               |                             |

## Argument
L'action se passe à Richmond, en 1710.

### Acte I
Lady Harriet Durham, une demoiselle d'honneur de la reine Anne, est fatiguée de la vie de cour, et en a assez de ses admirateurs aussi nombreux qu'insipides. Elle se retire à la compagne ; mais elle s'y ennuie et décide alors d'assister à la foire de Richmond où les filles se font embaucher comme domestiques. Dans un éclat de rire, elle et sa confidente Nancy se font engager comme servantes par deux jeunes agriculteurs, Lyonel et Plunkett, qui sont à la recherche d'un couple de jeunes filles pour faire leur ménage. Lady Harriet se fait appeler Martha, et Nancy Julia. « Martha » donne sa main à Lionel, « Julia » la sienne à Plunkett et l’argent est échangé. Mais au moment où les deux femmes veulent regagner la demeure de Lady Harriet, les deux fermiers font valoir leur droit et les emmènent avec eux.

### Acte II
Rapidement les deux agriculteurs en pincent pour leurs nouvelles servantes - Lyonel pour Harriet et Plunkett pour Nancy. Harriet pense que Lyonel est de meilleure condition qu'il n'y paraît. C'est un orphelin qui a été recueilli par les parents de Plunkett dans sa petite enfance. Les jeunes filles sont totalement inaptes à leurs tâches, ce qui exaspère Plunkett. Enfin, au moment d'aller au lit, elles s'échappent par la fenêtre. Les jeunes agriculteurs éprouvent désespoir et colère devant la perte de leurs servantes. Le chagrin de Lyonel est si grand qu'il tombe dans un état de mélancolie.

### Acte III
Errant dans la forêt, Lyonel rencontre une partie de chasse royale et reconnaît lady Harriet. Il lui déclare son amour, mais elle le repousse. Lyonel lui rappelle son contrat de le servir pendant une année. Elle dit à la compagnie que le jeune homme est fou, et des ordres sont donnés pour qu'il soit emprisonné. Lyonel possède une bague que son père lui a donnée. En cas de difficulté, il doit l'envoyer la reine. Il supplie son ami de se rendre à la cour.

### Acte IV
Il s’avère que la bague a appartenu au comte Derby, gentilhomme qui a pris la fuite après l’échec du complot qui devait ramener Jacques II sur le trône. Avant de mourir, il a confié son fils à la mère de Plunkett. Ainsi, Lyonel est l’hériter légitime du titre et des terres. Malgré tous les honneurs qu’il reçoit, Lyonel est malheureux. Il est amoureux fou de Lady Harriet mais ne peut se décider à lui avouer son amour. Nancy et Plunkett décident d’organiser une rencontre entre la Comtesse et Lyonel, dans le parc. Une douce voix familière s’élève soudain, chantant « La dernière rose de l’été ». Quelques instants plus tard, « Martha » est dans les bras de Lyonel. L'opéra se termine par un double mariage.

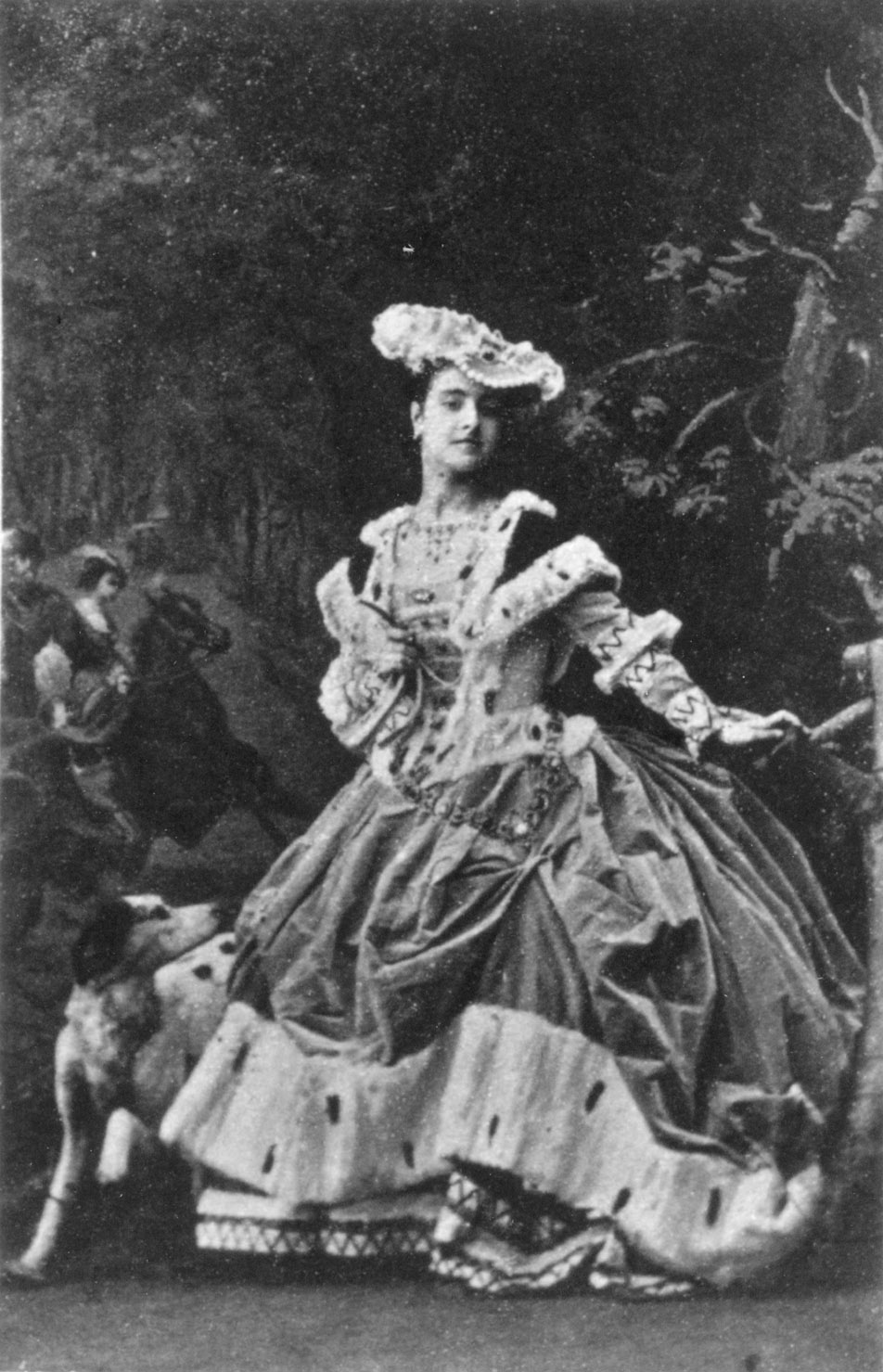
Adelina Patti dans le rôle de lady Harriet, juillet 1861, photographie de Camille Silvy.

## Enregistrements
- Édouard de Reszké : La chanson du porteur, enregistrés par la Columbia en 1903[2]
- Schüler/Berger/Tegetthof/Anders/Fuchs, 1944, live à Berlin, Orchestre et chœur de l'opéra d’État de Berlin, Opera d’Oro
- Rother/Berger/—/Anders/Fuchs, 1951, Urania
- Molinari-Pradelli/Rizzieri/Tassinari/Tagliavini/Tagliabue, 1953, Fonit Cetra
- Klobučar/Rothenberger/Plümacher/Wunderlich/Frick, 1960, extraits EMI
- Verchi/Los Angeles/Elias/Tucker/Tozzi, 1961, live à New York, Celestial Audio
- Heger/Rothenberger/Fassbaender/Gedda/Prey, 1968, EMI : à recommander[réf. nécessaire]
- Heinz Wallberg, conductor; Lucia Popp, Harriet; Doris Soffel, Nancy; Siegfried Jerusalem, Lyonel; Karl Ridderbusch, Plumkett; Siegmund Nimsgern; Chœur de la Radio bavaroise; Orchestre de la Radio de Munich, 1977, RCA : à recommander[réf. nécessaire]
- Netopil/Reinprecht/Bönig/Jordi/Scharinger, 2003, live à Vienne, incomplet, ORF